# Palazzo Cancellieri
Il Palazzo Cancellieri è un edificio storico di Pistoia.

## Storia
Il palazzo si trova nel centro di Pistoia ed è appartenuto ad una delle famiglie più potenti della Pistoia medievale, i Cancellieri.
Progettato dall'architetto Jacopo Lafri, passò nel 1609 alla famiglia Cancellieri che ne modificò l'aspetto.
Nel 1795, con la morte dell'ultimo Cancellieri, il palazzo venne ereditato da Giacinto Ganucci, appartenente ad un ramo minore della famiglia.
L'aspetto attuale, nonostante abbia subito modifiche, rimane comunque manieristico, il palazzo è uno degli elementi più attrattivi di Pistoia nonché meta di molti turisti.